# 雅角龍屬
雅角龍屬（學名：Graciliceratops）是原角龍科恐龍的一屬，目前只有發現一個部份骨骼，化石發現於蒙古，地質年代估計是屬於上白堊紀。
模式種是蒙古雅角龍（G. mongoliensis），也是目前的唯一種，是由古生物學家保羅·塞里諾（Paul Sereno）在2000年所描述、命名的。

## 分類
雅角龍屬於角龍下目，角龍亚目是一類植食性恐龍，擁有類似鸚鵡的喙狀嘴，主要生活於白堊紀的北美洲及亞洲。所有角龍類恐龍都在白堊紀末期滅絕，約6500萬年前。

## 食性
如同其他角龍亚目，雅角龍是植食性恐龍。在白堊紀時期，開花植物的地理範圍有限，所以雅角龍可能以當時的優勢植物為食，例如：蕨類、蘇鐵、松科。牠們可能使用銳利的喙狀嘴咬下樹葉或針葉。

## 外部連結
- 雅角龍
- 恐龍博物館——雅角龍